# Tengri
Tengri är i tengriismen, både namnet på himlen, den högsta guden, himmelsguden samt flera andra gudomligheter. Alternativa namnvarianter är Tengeri, Tenger, Tangra, Tenri, Tängri och Tangri. Tengriismen, som fått namn efter Tengri, är den traditionella turkiska och mongoliska varianten av schamanism.